# Autódromo Luis Rubén Di Palma
El Autódromo Luis Rubén Di Palma, también conocido como Autódromo Regional Rotonda de Mar de Ajó, se encuentra en el camino de acceso al Paraje Pavón, cercano a la ciudad de Mar de Ajó, provincia de Buenos Aires, Argentina.
El circuito fue inaugurado el 8 de febrero de 1998 con una carrera de Turismo Carretera ganada por Guillermo Ortelli.
Se lo llama Rotonda de Mar de Ajó por su cercanía del autódromo a la rotonda que forma parte del acceso a la ciudad de Mar de Ajó, sobre la ruta provincial 11.
El circuito presenta un trazado rápido con varios lugares que permiten el sobrepaso de los autos.
Actualmente, el autódromo se encuentra en grave estado de abandono, debido principalmente al desentendimiento de las autoridades comunales, ya que su ubicación geográfica siempre fue motivo de controversias. Si bien se cita como ubicación oficial la localidad de Mar de Ajó, perteneciente al Partido de la Costa, lo real es que el circuito se halla emplazado dentro de los límites del Partido de General Lavalle en la localidad de Paraje Pavón, a pesar de la proximidad con la citada ciudad balnearia. La última competencia desarrollada en este reducto, fue el 5 de febrero de 2017 en ocasión de la apertura de la temporada de la divisional TC Mouras de la ACTC.
También compitió el TC Mouras, TC Pista Mouras, TC Pista, Turismo Nacional Clase 2 y Clase 3, Fórmula 3 Sudamericana, Turismo Internacional, Fórmula Renault Elf, Fórmula Super Renault Elf, Turismo 4000 Argentino, Copa Desafío Chrysler, Copa Kia Avella y Fórmula Metropolitana, Copa de las Naciones (Campeonato Sudamericano de Turismo), Copa Megane, Monomarca Chevrolet Corsa y Copa Desafío Ford Fiesta y Copa Desafío Ford Focus, entre otras categorías nacionales, zonales o sudamericanas.

## Nómina de Ganadores

### Turismo Carretera
| Fecha                  | Piloto                | Automóvil       |
| 8 de febrero de 1998   | Guillermo Ortelli     | Chevrolet Chevy |
| 22 de febrero de 1998  | Omar Martínez         | Ford Falcon     |
| 7 de febrero de 1999   | Guillermo Ortelli     | Chevrolet Chevy |
| 21 de febrero de 1999  | Guillermo Ortelli     | Chevrolet Chevy |
| 23 de enero de 2000    | Marcos Di Palma       | Chevrolet Chevy |
| 13 de febrero de 2000  | Fabián Acuña          | Chevrolet Chevy |
| 10 de febrero de 2002  | Diego Aventin         | Ford Falcon     |
| 1 de diciembre de 2002 | Roberto Urretavizcaya | Chevrolet Chevy |
| 19 de enero de 2003    | Guillermo Ortelli     | Chevrolet Chevy |
| 16 de febrero de 2003  | Christian Ledesma     | Chevrolet Chevy |
| 8 de febrero de 2004   | Guillermo Ortelli     | Chevrolet Chevy |
| 6 de febrero de 2005   | Rafael Verna          | Ford Falcon     |
| 5 de marzo de 2006     | Guillermo Ortelli     | Chevrolet Chevy |
| 11 de febrero de 2007  | Diego Aventin         | Ford Falcon     |
| 10 de febrero de 2008  | Guillermo Ortelli     | Chevrolet Chevy |
| 8 de febrero de 2009   | Lionel Ugalde         | Ford Falcon     |
| 21 de febrero de 2010  | Emanuel Moriatis      | Ford Falcon     |
| 13 de febrero de 2011  | Agustín Canapino      | Chevrolet Chevy |
| 26 de febrero de 2012  | Lionel Ugalde         | Ford Falcon     |
| 10 de febrero de 2013  | Agustín Canapino      | Chevrolet Chevy |

### TC 2000
| Fecha                    | Piloto            | Automóvil   |
| 30 de septiembre de 2001 | Juan Manuel Silva | Honda Civic |